# Hyalymenus potens
Hyalymenus potens är en insektsart som beskrevs av Torre-bueno 1939. Hyalymenus potens ingår i släktet Hyalymenus och familjen krumhornskinnbaggar. Inga underarter finns listade i Catalogue of Life.